# Chiertek Anczimaa-Toka
Chiertek Amyrbitowna Anczimaa-Toka (ur. w 1912, umownie 1 stycznia, w kożuunie baj-tajgińskim, zm. 4 grudnia 2008 w Kyzyle) – tuwińska polityk, działaczka Tuwińskiej Ludowej Partii Rewolucyjnej, w latach 1940–1944 przewodnicząca Małego Churału (tuwińskiego parlamentu) i głowa państwa Tuwińskiej Republiki Ludowej, żona sekretarza generalnego Tuwińskiej Ludowej Partii Rewolucyjnej Sałczaka Toki. Uważana za pierwszą na świecie kobietę, która pełniła urząd głowy państwa, nie będąc monarchinią.

## Młodość i wykształcenie
Urodziła się w chłopskiej rodzinie w kożuunie baj-tajgińskim w Tuwie. Według relacji jej rodziców urodziła się w czasie mroźnej zimy 1912 roku. Ona sama w danych paszportowych używała daty 1 stycznia. Wychowywała się razem z czwórką swojego rodzeństwa. Jej ojciec i starszy brat zmarli na ospę prawdziwą, kiedy była młoda.
Była jedną z nielicznych kobiet w tym rejonie, które nauczyły się czytać i pisać w używanym lokalnie języku mongolskim. W końcowym okresie rosyjskiej wojny domowej, w 1921 na terenie Tuwy utworzono Tuwińską Republikę Ludową częściowo zależną od nowo utworzonego Związku Socjalistycznych Republik Radzieckich. W 1930 roku, kiedy Anczimaa miała 18 lat, wprowadzono pierwszy narodowy alfabet tuwiński, którego również się nauczyła.
W 1930 roku została wcielona do Rewsomolu, młodzieżowego ramienia Tuwińskiej Ludowej Partii Rewolucyjnej, i została zobowiązana do nauczania czytania i pisania chłopów w swoim rejonie. Za swoje osiągnięcia na tym polu, w 1931 roku została wcielona do samej partii i była jedną z siedemdziesięciorga wybranych do Komunistycznego Uniwersytetu Pracujących Wschodu. Jako studentka, Anczimaa spotkała Nadieżdę Krupską, marksistowską rewolucjonistkę i żonę Włodzimierza Lenina, która stała się dla niej wzorem. Anczimaa ukończyła studia w 1935 roku, jako jedna z jedenastu z pierwotnej siedemdziesiątki.

## Kariera polityczna
Po powrocie do Tuwy została szefową działu propagandy Rewsomolu. W 1938 roku mianowano ją dyrektorem Tuwińskiego Żenotdiełu, który, podobnie jak jego wcześniejszy rosyjski odpowiednik, był organizacją dążącą do poprawy warunków życia kobiet, likwidacji analfabetyzmu i edukowania kobiet w zakresie nowych praw, dotyczących małżeństwa, edukacji i pracy wprowadzonych przez rewolucyjny rząd radziecki. Pod koniec lat 30. XX wieku była członkinią trójki, która skazała na śmierć premiera Tuwy Sata Czurmit-Dażego i innych wysokich rangą urzędników oskarżonych o bycie szpiegami Japonii. Do 1940 roku awansowała na stanowisko przewodniczącej Małego Churału, czyli tuwańskiego parlamentu, stając się tym samym pierwszą kobietą w tym rejonie, która została głową państwa inną drogą niż dziedziczenie. Dziennik The Times nazwał ją pierwszą na świecie nie-monarchinią na stanowisku głowy państwa.
Jako głowa państwa oddała do dyspozycji Rosji zasoby Tuwy w ramach walki przeciwko nazistowskim Niemcom w II wojnie światowej i miała wpływ na włączenie Tuwińskiej Republiki Ludowej do Związku Radzieckiego w 1944 roku. Jej mandat jako Przewodniczącej Prezydium zakończył się 10 listopada 1944 roku. Po zakończeniu kadencji jako Przewodnicząca Małego Churału, została Wiceprzewodniczącą Regionalnego Komitetu Wykonawczego, a następnie Wiceprzewodniczącą Rady Ministrów Tuwy, będąc odpowiedzialną za opiekę społeczną, kulturę, sport i propagandę. W 1972 roku przeszła na emeryturę.

## Życie prywatne i śmierć
W 1940 roku wyszła za mąż za sekretarza generalnego Tuwińskiej Ludowej Partii Rewolucyjnej Sałczaka Tokę, zachowując swoje nazwisko panieńskie do śmierci męża w 1973 roku. Następnie przyjęła nazwisko Anczimaa-Toka.
Zmarła 4 grudnia 2008 roku. Przeżyło ją dwóch synów i córka.